# Иценков
Иценков (укр. Іценків) — село,
Щуровский сельский совет,
Ичнянский район,
Черниговская область,
Украина.
Код КОАТУУ — 7421789003. Население по переписи 2001 года составляло 37 человек .

## Географическое положение
Село Иценков находится на берегах реки Смош,
выше по течению на расстоянии в 2,5 км расположено село Иваница,
ниже по течению на расстоянии в 1,5 км расположено село Щуровка.

## История
- 1715 год — дата основания.
- Есть на карте 1826-1840 годов как хутор Иценковский[2]
- В 1862 году на хуторе козачем Иценковский быдо 33 двора где проживало  144 человек (64 мужского и 80 женского пола).[3]